# Alcyonium coralloides
La falsa gorgonia rossa (Alcyonium coralloides (Pallas, 1766)) è un octocorallo della famiglia Alcyoniidae.
Il nome comune deriva dalla notevole somiglianza con la gorgonia rossa (Paramuricea clavata), su cui si annida.

## Descrizione
Polipi di colore rosso, rosa o giallo che formano colonie di tipo incrostante sui rami delle gorgonie morte, di cui occupano lo scheletro essendone privi.

## Distribuzione e habitat
Abbondante nel Mar Mediterraneo, più raro nell'Oceano Atlantico orientale fino al Canale della Manica e alla Scozia. Associato a gorgonie dei generi Eunicella, Lophogorgia o alla Paramuricea clavata su coralligeno, o su ascidie del genere Microcosmus su precoralligeno.